# Diploglossus garridoi
Espèce
Diploglossus garridoi est une espèce de sauriens de la famille des Diploglossidae.

## Répartition
Cette espèce est endémique de la province de Granma à Cuba.

## Étymologie
Cette espèce est nommée en l'honneur d'Orlando H. Garrido.

## Publication originale
- Thomas & Hedges, 1998 : A new anguid lizard (Diploglossus) from Cuba. Copeia, vol. 1998, no 1, p. 97-103.